# Mišo
Mišo je moško osebno ime.

## Izvor imena
Ime Mišo je različica moškega osebnega imena Mihael.

## Pogostost imena
Po podatkih Statističnega urada Republike Slovenije je bilo na dan 31. decembra 2007 v Sloveniji število moških oseb z imenom Mišo: 217.

## Osebni praznik
Osebe z imenom Mišo lahko godujejo takrat kot osebe z imenom Mihael.